# クリスティアン・ツー・シャウムブルク＝リッペ
クリスティアン・ツー・シャウムブルク＝リッペ（Christian Prinz zu Schaumburg-Lippe, 1898年2月20日 - 1974年7月13日）は、ドイツの旧諸侯シャウムブルク＝リッペ家の侯子。

## 経歴
シャウムブルク＝リッペ侯子フリードリヒと、その最初の妻であるデンマーク王フレゼリク8世の娘ルイーセの間の第2子、長男としてエーデンブルク（現在のショプロン）で生まれた。全名はクリスティアン・ニコラウス・ヴィルヘルム・フリードリヒ・アルベルト・エルンスト（Christian Nikolaus Wilhelm Friedrich Albert Ernst）。ボヘミアのナーホトを所有する富裕な大地主の嗣子として育った。

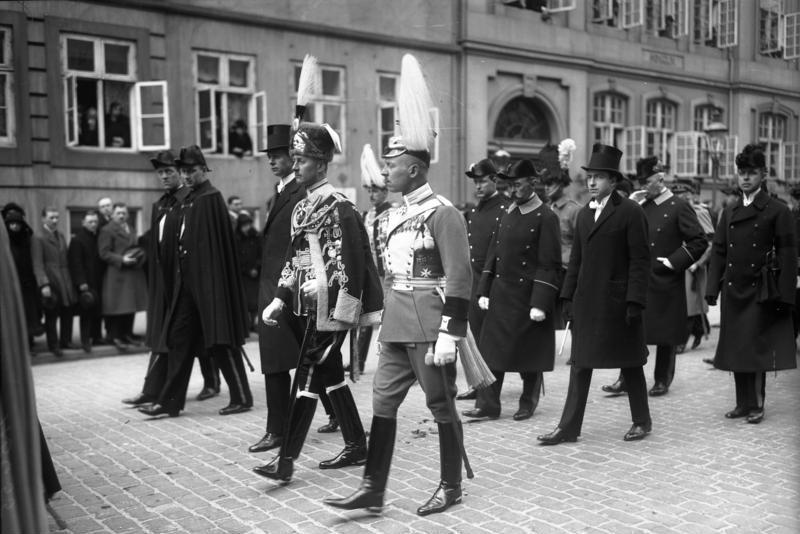
1926年、母方祖母のデンマーク王妃ルイーセ・ア・スヴェーリエ＝ノーウの葬儀に出席した際のクリスティアン（中央・灰色の軍服）。左隣はプロイセン王子ジギスムント（黒い軍服）。

1927年ギリシャ王女イリニとの婚約が発表されたが、後に破談に終わった。
一時期、オランダ女王ウィルヘルミナの一人娘ユリアナ王女の花婿候補と見なされていた。1932年に2人はユリアナの父ヘンドリックの実家があるメクレンブルク＝シュヴェリーンで会った。浮気者だとの評判や以前の婚約破棄の話などがあったため有力な選択肢では無かったが、他の候補者が女王かユリアナによって却下された後に再考された。しかし結局これも婚約までには至らなかった。
1937年9月9日にフレゼンスボー宮殿において、母方の叔父ハーラル王子の娘フェオドラと結婚し、彼女との間に4人の子女をもうけた。
第2次世界大戦後のチェコスロバキアの共産化に伴って所領を没収され、西ドイツに逃れた。
1974年7月13日にビュッケブルクにおいて76歳で亡くなった。

## 子女
デンマーク王女フェオドラとの間に3男1女をもうけた。
- ヴィルヘルム・フリードリヒ・ハラルト・クリスティアン・エルンスト・アウグスト・カール・グスタフ（フランス語版）（1939年 - ）
- ヴァルデマール・シュテファン・フェルディナント・ヴォルラート・フリードリヒ・カール（英語版）（1940年 - 2020年）
- マリー・ルイーゼ・フリーデリケ・ツェツィーリエ・アレクサンドリーネ・ヘレーネ・バティルディス・シュテファニー（1945年 - ）
- ハラルト・クリスティアン・レオポルト・グスタフ（フランス語版）（1948年 - ）